# Martí Llobet
Martí Llobet (Valencia, siglo XV) fue un arquitecto y escultor valenciano autor de varias obras góticas en la Catedral de Valencia durante la primera mitad del siglo XV.
De Martí Llobet se sabe que fue maestro de obras de la Catedral de Valencia hacia el 1430. Se le atribuye la autoría definitiva del cimborrio de esta sede, obra tardogótica que inaugura la espléndida arquitectura valenciana del siglo XV.
También trabajó en las obras del muro, hoy desaparecido, de la torre del Micalet y en el proyecto nunca realizado del remate gótico para este campanario.

## Referencias

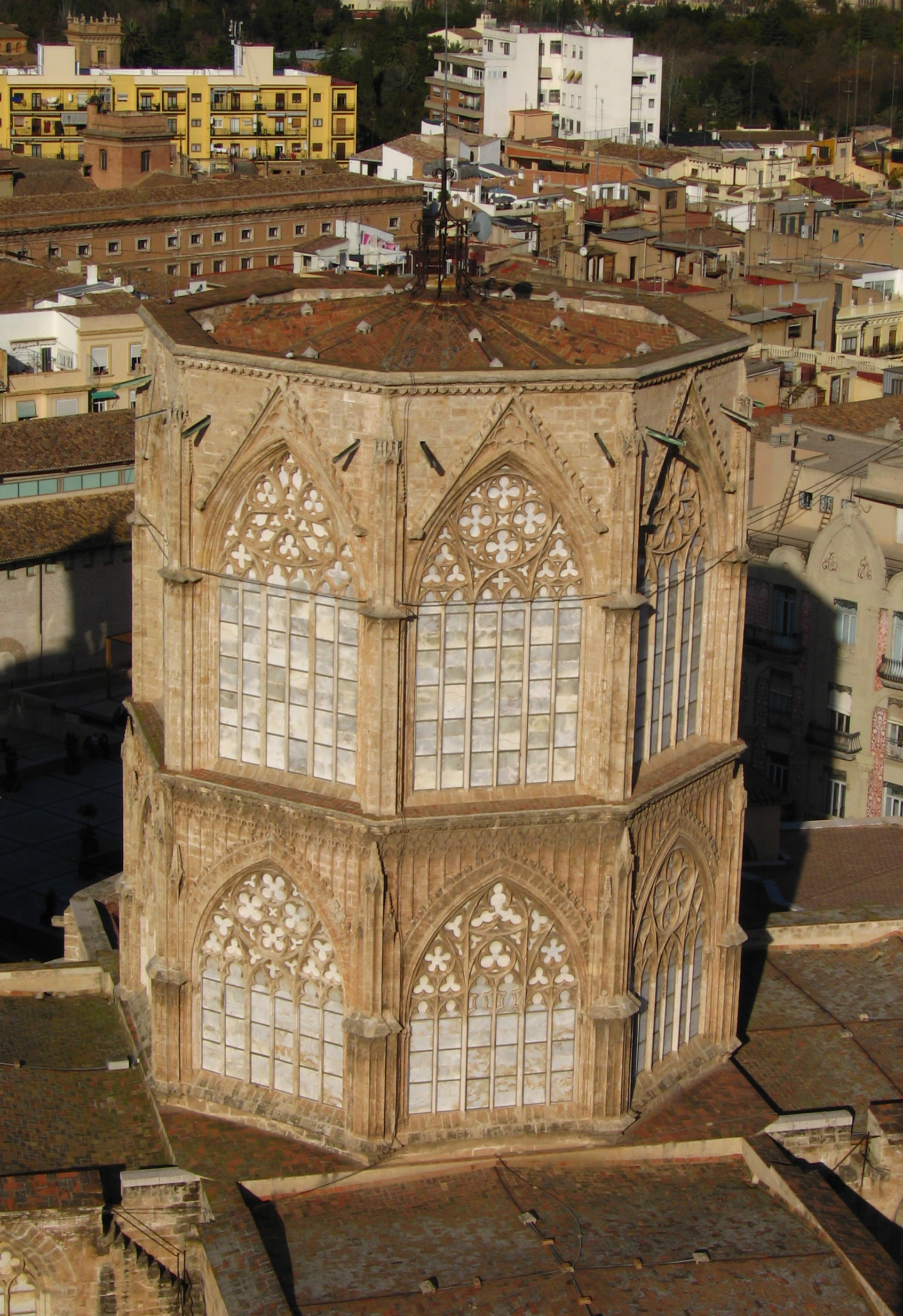
Cimborrio de la catedral de Valencia.